# Palagianello
Palagianello (Palascianídde, Pulascianídde o Polescianídde in dialetto locale) è un comune italiano di 7 458 abitanti della provincia di Taranto in Puglia.

## Geografia fisica

### Territorio
Palagianello sorge a 133 m s.l.m. Data l'estensione di soli 43,27 km², il comune risulta il più piccolo della zona occidentale della provincia di Taranto.
Il territorio comunale confina con quelli di Palagiano, Mottola e Castellaneta ed è suddiviso in otto contrade: Serra Pizzuta, Parco del Casale, Parco di Stalla, Conche, Sacramenti, Titolato, Conocchiella e Difesella. A sud dell'abitato sulla strada che porta al mare sorge la frazione di Montedoro che conta circa 350 abitanti.

### Clima
Il clima di Palagianello, come per il resto dell'Arco Ionico Tarantino, è tipicamente mediterraneo, con inverni miti ed estati molto calde, a volte anche torride per azione di caldi venti sciroccali. Le temperature medie in inverno registrano valori di 12-14 °C, eccezionalmente con minimi quasi negativi e rare nevicate. In estate si hanno temperature medie quasi sempre oltre i 30 °C, con punte che superano non di rado i 40 °C.
| Mese                           | Gen  | Feb  | Mar  | Apr  | Mag  | Giu  | Lug  | Ago  | Set  | Ott  | Nov  | Dic  | Anno |
| ------------------------------ | ---- | ---- | ---- | ---- | ---- | ---- | ---- | ---- | ---- | ---- | ---- | ---- | ---- |
| Temperatura massima media (°C) | 11,8 | 12,8 | 14,9 | 18,3 | 23,1 | 27,5 | 33,4 | 38,5 | 26,5 | 21,4 | 16,8 | 13,4 | 20,6 |
| Temperatura minima media (°C)  | 2,6  | 4,9  | 6,5  | 8,7  | 12,5 | 16,4 | 19,0 | 19,2 | 16,5 | 12,8 | 9,0  | 0,0  | 11,4 |

## Origini del nome
Alcuni ricordano un Gentilizio Palavius, donde Palavanum, nomi ben noti nell'onomastica romana. Si ha inoltre menzione di questi paesi già nell'alto Medioevo. Non può sfuggire la concordanza interpretativa del Coco, del Coltella (Palavianus) e del Putignani (Rus – Palagi – Palagi – Anus) sull'origine rurale dei casali e dei paesi del Salento, e sorti a seguito della diffusione del latifondo durante il periodo romano, i cui nomi hanno radice gentilizia, patrizia o legionaria, seguiti dal suffisso anus. Infine, poiché si propende a dare una connotazione rurale al nome Palagiano, non bisogna dimenticare che esso oltre ad essere poco lontano da Taranto, fu dominato dai Bizantini fino ad epoca normanna, per cui non v'è da escludere un'ascendenza greca che potrebbe risultare dall'unione delle parole Palaios – "vecchio" – e Nomos – "Pascolo".

## Storia
(prima testimonianza, del 1463, in cui compare il toponimo di Palagianello)

### Età moderna
Prima della sua aggregazione a Palagiano, avvenuta agli inizi del XIX secolo, Palagianello, in virtù delle prammatiche di Ferrante I d'Aragona, promulgate nella seconda metà del Quattrocento, godette di autonomia amministrativa, quale Università. Ne era prova l'inclusione nell'elenco di Università tenute al pagamento di 7 grani per fuoco per il mantenimento delle compagnie dei Cavallari che perlustravano il litorale i quali, in caso di necessità, davano l'allarme ai caporali delle torri e correvano ad avvisare gli abitanti delle zone direttamente minacciate. Per Palagianello la torre di riferimento era Torre Lato (ancora esistente).
A capo della Magnifica Università di Paligianello, come scritto in un antico documento, era il sindaco coadiuvato da tre eletti. Il giorno 14 agosto il sindaco in carica convocava, a mezzo bandi, i cittadini nella chiesa parrocchiale San Pietro Apostolo – che è di proprietà comunale per antico possesso, l'unica dell'epoca dove l'università della medesima Terra è solita riunirsi per trattare i pubblici affari – per dare corso alle operazioni preliminari delle elezioni che avvenivano il giorno successivo.

#### Ottocento
Con le leggi eversive della feudalità del 1806 oltre che i feudi furono abolite le esili strutture amministrative delle Università (Comuni). Il Regno di Napoli fu quindi ripartito in tredici province (elevate poi a quattordici), suddivise in distretti e circondari. Inoltre, per semplificare l'amministrazione dei piccoli centri si previde la possibilità di aggregare ai comuni vicini quelli con popolazione inferiore ai 1 000 abitanti. In tal modo Palagianello perse l'autonomia amministrativa sino ad allora assicurata dall'università e divenne frazione di Palagiano, l'unica del settore occidentale della Sottointendenza di Taranto. Ricevette quindi scarsa attenzione da parte degli amministratori, disinteressati alle esigenze della popolazione palagianellese nonostante ne amministrassero i proventi dei boschi e dei pascoli e ogni altra entrata. 
In questo periodo si ebbe in Palagiano il rafforzamento del ceto dei cosiddetti civili e dei possidenti, quasi sempre possessori illegittimi di terre civiche, in altri termini di quella piccola borghesia rurale le cui famiglie percorsero strada sia nell'ambito delle attività economiche sia nell'ambito delle cariche pubbliche.

### Novecento
Tra la fine del XIX e l'inizio del XX secolo, il malcontento per lo stato di abbandono della frazione alimentò la volontà dei palagianellesi di distaccarsi dal comune di Palagiano, per aggregarsi al comune di Mottola o costituirsi in comune autonomo. Nonostante le reiterate richieste di annessione a Mottola promosse dal notabile palagianellese che rappresentava la frazione in consiglio comunale, la discussione della proposta di distacco venne più volte elusa.
Fu solo per iniziativa di Davide Lenge, ex seminarista e poi scrivano originario di Ginosa, che i palagianellesi accrebbero il loro interesse verso la cosa pubblica e costituirono la Lega dei Contadini e la Cooperativa di Consumo. Dopo molti rinvii, nella seduta del 9 ottobre 1906 il Consiglio comunale di Palagiano pose all'ordine del giorno e approvò la richiesta degli elettori di Palagianello per la costituzione della frazione in Comune autonomo. L'autonomia comunale fu concessa da con la legge 6 giugno 1907, n. 318.

### Simboli
La forma attuale dello stemma fu sancita il 4 agosto 1913 con deliberazione del Consiglio Comunale n. 48, mediante la quale fu riconosciuto ed adottato.
Successivamente, con decreto ministeriale del 2 settembre 1914, trascritto nel libro araldico degli Enti Morali, al volume I, pagina 38, il giorno 6 settembre 1914, il Comune di Palagianello ottenne l'autorizzazione a farne uso.
In quel Decreto lo stemma è descritto 
"di azzurro alla mucca pascente col vitello poppante, il tutto d'argento".
Il motto latino recita: "Medicina Dei".
Corrispondente all'ebraico Raph-El (Raffaele) vale a dire "Medicina di Dio", oppure "Dio risana", oppure "Dio guarisce" e va riferito all'arcangelo Raffaele, forse, all'epoca, patrono di Palagianello.
Secondo le regole araldiche la figura dello stemma di Palagianello appartiene a quelle cosiddette "naturali", infatti, vi sono rappresenti la mucca ed il vitello (fauna) ed il prato (flora), mentre, sempre secondo le regole araldiche, il colore azzurro rappresenta il firmamento e l'oceano ed esprime amore e gelosia; l'argento, invece, rappresenta la luce e l'aria fra gli elementi.
Il gonfalone è un drappo troncato di azzurro e di bianco.

## Monumenti e luoghi d'interesse

### Siti archeologici
"Riparo Manisi": il primo sito paleolitico della provincia di Taranto, nel passagio fra la specie Neandertal e quella Sapiens.
Il 10 maggio 1962, nella gravina di Palagianello TA, a seguito delle segnalazioni di due pastori della famiglia Manisi, si arrivò all'identificazione di un riparo sottoroccia, poi detto "Riparo Manisi", con manufatti litici afferenti al Paleolitico Medio (Homo Neanderthalensis, per confronto 55.000-43.000 anni fa) e Superiore (Homo Sapiens, 28.000-20.000 anni fa), attualmente privo di datazioni assolute. La scoperta scientifica va attribuita al Prof. Paolo Parenzan (1939-2024), speleologo, naturalista, entomologo, disegnatore, in equipe (Centro Speleologico Meridionale) con suo padre Pietro Parenzan (1902-1992), biologo marino, naturalista, biospeleologo, ecologo, botanico. Il primo reperto musteriano (Neandertal), da scavo in una piccola cavità in gravina, venne validato dal Prof. Luigi Cardini (1898-1971). Le indagini preliminari a Riparo Manisi, con l'avallo della Sovrintendenza alle Antichità di Taranto (oggi Soprintendenza Nazionale per il Patrimonio Culturale Subacqueo), descritte in un rapporto del 1963, pubblicato localmente nel 1982, parlano di una stratificazione con tracce superficiali legate ad una frequentazione (Sapiens) durante il Paleolitico Superiore e tracce assai profonde di un periodo stanziale (Neandertal) durante il Paleolitico Medio. In generale, ne emerge una industria litica su quarzite e selce, oltre a poche schegge di osso. La fase insediativa Neandertal sarebbe caratterizzata in più da focolari e resti di ossa animali. Il sito è rimasto in stato di abbandono dal 1963 al 2025. Nel 2025 è iniziata una fase di recupero, studio e valorizzazione di "Riparo Manisi" e del suo contesto, all'interno della Gravina di Palagianello, per iniziativa del Comune di Palagianello, col supporto tecnico-scientifico dell'Univesità di Ferrara e la direzione scientifica della Soprintendenza Nazionale per il Patrimonio Culturale Subacqueo. I reperti del 1962-1963 sono attualmente custoditi a Latiano (BR).

#### Villaggio rupestre
Palagianello è strettamente legata al fenomeno della civiltà rupestre: l'attuale centro urbano sorge infatti immediatamente a ridosso della gravina omonima, difesa naturale dell'insediamento, sui cui spalti si è sviluppato in epoca medievale un complesso e articolato villaggio rupestre, forma insediativa per molti secoli complementare e non subalterna al centro. Il villaggio rupestre si sviluppa in particolare sullo spalto orientale della gravina, immediatamente al di sotto del Castello (la cui costruzione fu iniziata nel secolo XVI dalla famiglia dei Domini Roberto e terminata sotto i Caracciolo). Sentieri e scalinate permettono ancora oggi di attraversare, almeno parzialmente, il villaggio rupestre, composto di decine di grotte scavate su più piani; i vani rupestri nella parte alta dello spalto sono stati utilizzati fino a pochi decenni fa ed oggi sono oggetto di interessanti forme di recupero da parte dell'Amministrazione Comunale e di privati. Il villaggio rupestre è arricchito dalla presenza al suo interno di numerose chiese rupestri, alcune delle quali mantengono ancora oggi tracce degli affreschi originari: nella parte alta della gravina si trovano le chiese rupestri di San Girolamo (l'interno, di forma trapezoidale, è diviso in due aule; nella parete di fondo si aprono cinque nicchie, con quella centrale molto profonda e con due altari in quelle poste alle estremità, a configurare una sorta di santuario; rimangono tracce di affreschi databili al XIV e al XV secolo e numerose iscrizioni e sinopie di affreschi probabilmente mai portati a termine) e di Sant'Andrea (compromessa dall'apertura di una cava di tufi che ha distrutto l'insediamento vicino e alterato le caratteristiche architettoniche della chiesa; la chiesa risale al periodo altomedievale, ampliata in età bizantina e più volte rimaneggiata nel corso dei secoli; l'interno si articola in tre ambienti in successione, il nartece, l'aula e il bema; nella cripta rimangono tracce di alcuni affreschi appartenenti a differenti periodi storici, compresi tra il XII e la fine del XVI secolo). 
Più in basso le chiese di San Nicola (localizzata a sud dell'abitato, risale al periodo altomedievale e per tutto il periodo medievale svolse le funzioni di cappella funeraria privata di un'importante famiglia locale; in una delle tombe ritrovate al suo interno è stato rinvenuto un tesoretto di monete veneziane del XV secolo; interessanti gli affreschi ancora presenti al suo interno, tra i quali una Deesis datata al XII - XIII secolo nella nicchia dell'abside), dei Santi Eremiti (la chiesa di piccole dimensioni è datata all'XI secolo e presenta interno trapezoidale estremamente semplice; interessanti gli affreschi conservati, databili al XII secolo, impreziositi dalla presenze di alcune iscrizioni dedicatorie) e la Chiesa Anonima (la chiesa, attualmente priva di affreschi, è una delle più antiche presenti nel territorio di Palagianello, pur essendo stata rimaneggiata più volte nel corso dei secoli per essere adibita ad usi agricoli; l'interno si caratterizza per la presenza di numerose nicchie, di diversa grandezza, affiancate lungo le pareti laterali; a destra dell'ingresso si trova un vano probabilmente destinato alle funzioni battesimali); sullo spalto occidentale, di fronte al centro storico, sono invece localizzate la chiesa di Santa Lucia (di probabile impianto altomedievale e ampliata nel X secolo; dall'ingresso posto lateralmente si accede nell'interno, estremamente semplice e articolato in due parti da un grande arco a tutto sesto su semipilastri; interessanti le numerose iscrizioni graffite sulle pareti della chiesa, mentre rimangono pochissime tracce degli affreschi originari) e il complesso di Iazzo Rivolta con la chiesa anonima (la chiesa risale probabilmente all'XI secolo ma, come molte altre, risulta ampliata in epoca successiva e riadattata poi come ricovero per il bestiame e deposito; nello spiazzo antistante sono state rinvenute due tombe).
Chiesa di San Giovanni Gas.

### Chiesa Madonna delle Grazie

#### Via Antico Santuario
Per giungere all'antica Chiesa dedicata alla Madonna delle Grazie bisogna percorrere via Antico Santuario che inizia all'altezza del Castello feudale per terminare, dopo un tortuoso tracciato di circa 240 metri, innanzi Cappella come comunemente chiamata dai Palagianellesi.
Originariamente doveva essere solo un sentiero che portava alla "Cappella", alla cripta di S. Girolamo ed a Serrapizzuta.
Il periodo in cui la via ha subìto la trasformazione, da sentiero a strada, non è dato saperlo. 
Certamente nella prima metà del secolo XIX doveva già avere le caratteristiche di strada, atteso che il Consiglio Comunale di Palagiano, nella seduta ordinaria autunnale del 18 novembre 1866, ritenne di discutere "Sulla convenienza di una strada nell'abitato di Palagianello detta della Madonna delle Grazie".
Questa strada ha una lunga storia di eventi franosi provocati da infiltrazioni di acqua pluviale.
Danni si verificarono nella notte fra il 1º ed il 2 dicembre 1924, quando una frana interessò la strada per una lunghezza di circa 10 metri. L'evento fu di portata tale da indurre il Sindaco dell'epoca ad emettere ordinanza di sgombero di tre case-grotta abitate da altrettante famiglie.
I processi erosivi delle piogge, le infiltrazioni, le alterazioni chimiche provocate dalle acque di circolazione ed altre cause naturali oltre all'intervento dell'uomo, hanno creato le premesse per altri crolli.
Il 2 dicembre 1958, infatti, agli abitanti di altre due case-grotta fu ordinato lo sgombero; ancora due ne furono emesse per un evento franoso verificatosi il 24 aprile 1961 fino ad arrivare ad un'ordinanza, emessa il 16 marzo 1968, di totale chiusura della strada con conseguente divieto di accesso.
Uno degli ultimi crolli è quello avvenuto il 4 novembre 1984, a seguito del quale il Sindaco dell'epoca emanò ulteriore ordinanza, in vigore fino al 2001, con la quale vietava l'accesso ed il transito della "Via Antico Santuario".

#### La cappella

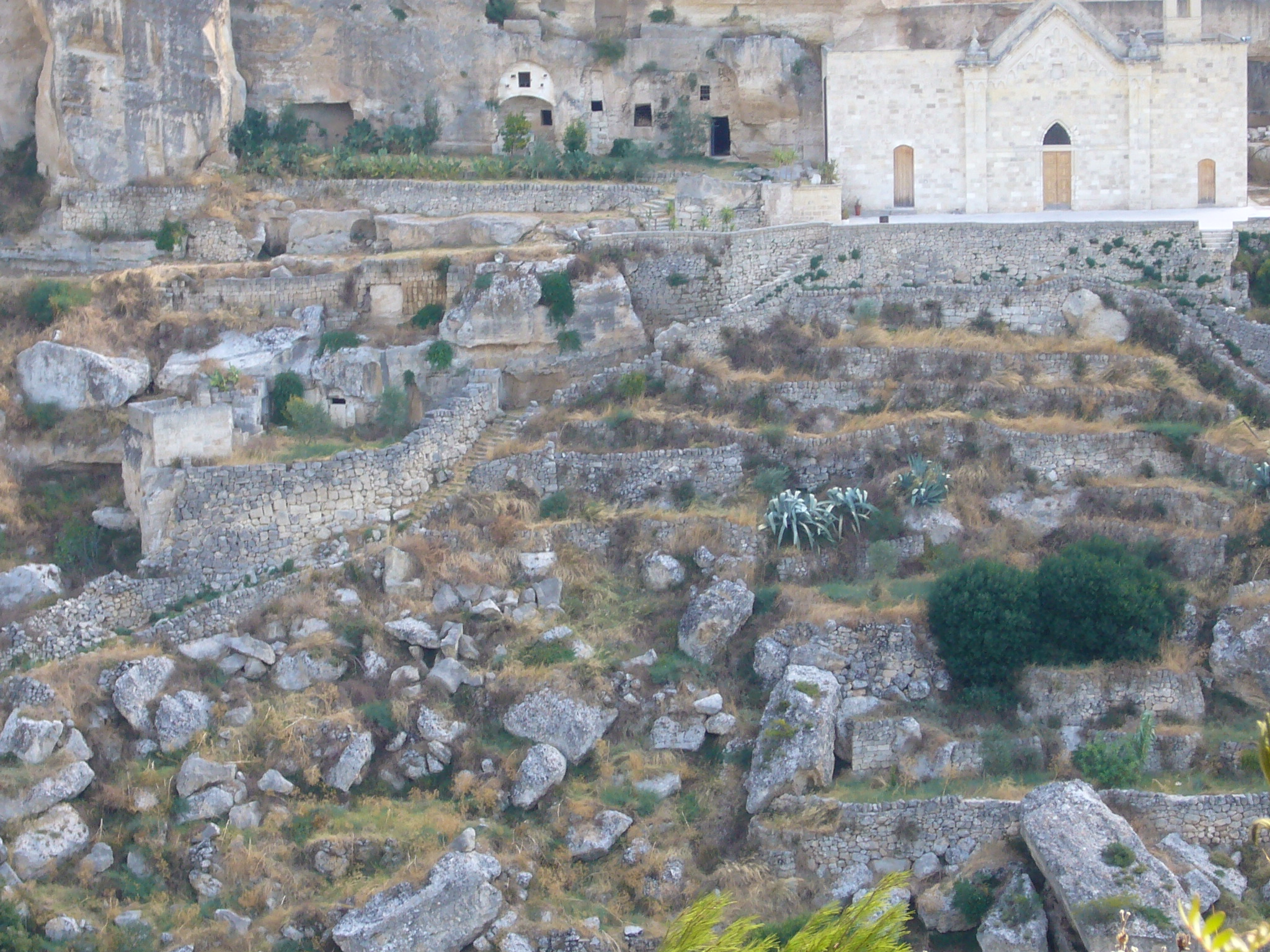
Chiesa e scorcio della gravina

In stretta connessione con Via Antico Santuario è la storia del Santuario della Madonna delle Grazie, ovverosia della Cappella.
I primi documenti, del seicento, che riguardano l'antica Chiesa, la presentano già aperta al culto, ma tacciono sulle sue origini.
L'esistenza di questa Chiesa non è documentata da testimonianze scritte anteriori al XVII secolo. Ne parla per la prima volta, per quanto risulta dai documenti finora consultati, Mons. Luigi della Quadra, Vescovo di Mottola, nella sua relatio ad limina del 20 ottobre 1670 dalla quale apprendiamo, fra l'altro, che la Chiesa di Santa Maria delle Grazie aveva un patrimonio di 800 fra pecore e capre, il cui reddito, per colpa del suo predecessore, andò perduto dal momento che il gregge parte fu venduto e parte ucciso.
Nell'apprezzo della Terra di Palagianello redatto il 1º settembre 1676, il Regio Ingegnere Luise Nauclerio fa sapere che
"...Vi è una cappella di Santa Maria delle Grazie sita nell'ultimo della strada verso la detta Gravina di Castellaneta (Palagianello), posta dentro una grotta, cavata nel monte con diversi nicchi, la Sagrestia, Campanile e Campana piccola, vi è una fabrica principiata per abitazione di convento, ed altre comodità, nell'ultimo vi è un piccolo giardino con cisterna d'acqua con chiava di bronzo e cavalletto per uso dei servizi di detta acqua, la quale Cappella semprè stata delli Padroni fatta a loro spese, e quelli l'anno somministrato ogni cosa per suo sostentamento, e divini officij, e come anche si vede l'arma dipinta in d.ta Cappella degli olim D.ni Roberti.
In detta Cappella vi si celebrano alcune messe la settimana e Monsignore di Mottola ha eletto per suo arbitrio un cappellano per la celebrazione di dette messe, quali si pagano dall'Entrata, che detto Monsignore riceve dagli animali pecorini e caprini che pascolano nel suo territorio, che tiene a Massafra..."
Dal documento si ricava in modo esplicito che la "Cappella" è stata scavata nella roccia calcarenitica (tufo) tra il XV ed il XVI secolo, tenuto conto che i Domini Roberti, con certezza, sono stati feudatari di Palagianello dalla seconda metà del Quattrocento.
Un documento, conservato presso l'Archivio Capitolare di Castellaneta, riporta la notizia della visita fatta al Santuario di S. Maria delle Grazie da Mons. Lepore, il quale scrive di aver trovato tutto in perfetto ordine, il Santuario ben conservato e ancora meta di pellegrinaggio.
Un evento calamitoso colpì l'antico luogo di culto nel 1885.
La notizia è riportata da Marco Lupo il quale scrive:
"Fò notare al lettore che il terremoto, avvenuto nell'agosto 1885, l'urto di una frana, distaccatisi dall'altopiano, ne sfondò la sua volta, restando incolume il solo altare maggiore ed un dipinto, che porta la data 1608".
Solo una parte della Cripta fu immune dalle conseguenze del terremoto: l'aghion della primitiva chiesa rupestre, con l'altare maggiore, l'unico, su cui vi era un affresco raffigurante la Madonna con Bambino; ai lati dell'altare altri due dipinti uno dei quali datato 1608, certamente raffigurante S. Antonio, forse per la presenza di frati, visto che nell'apprezzo del 1676 è riportato che
"...vi è una fabrica principiata per abitazione di convento...".
Come abbiamo visto, l'antico luogo di culto, posto all'estrema periferia del paese sul ciglio del burrone, incastonato, - se così può dirsi – in un paesaggio veramente suggestivo, con notevoli tracce di insediamenti rupestri, constava di due corpi, l'uno in muratura e l'altro scavato in un banco di roccia tufacea.
Il corpo anteriore, in muratura di conci di calcarenite (tufo), fu costruito verso la fine del XIX secolo, in quanto, nel terremoto, avvenuto nell'agosto del 1885, l'urto di una frana, distaccatasi dall'altipiano, sfondò la volta del Santuario.
Dalle gravi conseguenze di quell'evento calamitoso risultò incolume solo una parte – quella posteriore - l'aghion della primitiva chiesa rupestre, con l'altare maggiore appoggiato alla parete volta a mezzogiorno, su cui era affrescata l'immagine della Vergine delle Grazie – al centro – ed ai lati due immagini di S. Antonio, a piè di una delle quali era segnata la data 1608, epoca di probabile rifacimento di precedenti pitture o segno della presenza di frati francescani officianti il pio luogo.
La pronta ricostruzione della facciata e la dotazione, oltre quella esistente, di una campana recante la data del 1898, stanno a dimostrare il fervido attaccamento della comunità di Palagianello al vetusto monumento, centro non solo della festa patronale celebrata ogni lunedì di pasqua, ma delle ricorrenze mariane di ogni anno.
La stessa chiesa, inoltre, era sede della confraternita omonima costituitasi nella seconda metà del XVIII secolo e riconosciuta con sovrana sanzione approvata con Decreto del 30 maggio 1824 da Ferdinando IV di Borbone.
Un centro quindi non solo di carattere religioso, ma, in certo senso, simbolo e continuazione di quell'insediamento rupestre da cui ha avuto origine La Magnifica Università di Palagianello, ora Comune di Palagianello.
Ottantasette anni dopo quel terremoto, la Chiesa, ancora una volta, fu colpita da un evento calamitoso: la notte del 30 dicembre 1972 la "Cappella", così chiamata dai fedeli, crollò per l'azione della pioggia particolarmente copiosa e violenta che si era abbattuta durante il giorno su Palagianello, cancellando l'Antico Santuario che nel tempo era stato: luogo eletto dai palagianellesi per il culto mariano; sede della Confraternita di Maria SS. delle Grazie; luogo di sepoltura fra il XVII secolo e gli inizi del XIX.

### Castello feudale
Il castello sorge sul punto più alto del paese, in posizione strategica per controllare il territorio circostante. 
Dalla sua sommità si può osservare il territorio a 360 gradi fino alle montagne della Sila (Calabria).
Esiste un rapporto di continuità tra le case scavate in gravina e il castello, la cui costruzione iniziata probabilmente nella prima metà del XVI secolo ad opera della famiglia Domini Roberti per la difesa del casale di Palagianello, terminata, ma non del tutto, nel XVIII secolo sotto il dominio dei Caracciolo. 
Il castello, che presenta una massiccia pianta quadrangolare con un grande cortile centrale, munito di quattro torrioni agli angoli esterni, possiede tutte le caratteristiche strutturali difensive dei fortilizi del XVI secolo. 
L'ingresso attuale del castello è posto sul lato sud, mentre originariamente era ubicato ad ovest e vi si accedeva mediante un ponte levatoio situato sopra un fossato, ancora oggi esistente, che costeggia l'intero lato ovest e parte del lato nord. 
Il ponte levatoio è stato sostituito da un ponte in muratura a due archi. 
Nel piano inferiore sono situati i magazzini e le stalle mentre in quello superiore si trovano i locali che erano adibiti ad abitazione del feudatario; in corrispondenza dell'ingresso, al termine della
scalinata che porta al piano superiore si trova un vasto salone per riunioni di rappresentanza con volta a vela, sorretta da archi absidali, sulla quale è affrescato lo stemma gentilizio. 
In una stanza al piano terra è localizzata una botola che porta ad un passaggio segreto che sfocia nella gravina di Palagianello.
Il Maniero, in alto è merlato tutto intorno con la presenza di numerose feritoie. 
Nel 1874 il vecchio ingresso venne chiuso per ricavarne una cappella in onore della Vergine dei sette dolori progettata dall'architetto Gabriele Califano, su commissione del conte Antonio Stella Caracciolo. La Cappella è stata data in uso perpetuo dal Conte Caracciolo alla Confraternita dell'Addolorata.
Le caratteristiche proprie del fortilizio, costruito cioè secondo i canoni difensivi affermatisi durante il regno di Carlo V, si riscontrano nel Castello di Palagianello: 
"Il complesso difensivo, che rappresenta tipologicamente un termine di transizione tra il castello e la residenza fortificata, fu costruito in mazzaro. Ha pianta quadrangolare e cortile centrale di eguale forma. Ai quattro spigoli è munito di torrioni quadrangolari. Un toro marcapiano, accompagnato da una sottile ornamentazione, lo cinge tutt'intorno dividendo al livello del piano, la parte bassa appena scarpata dalla superiore a pareti verticali. . Il castello, monumento nazionale dal 1924, è circondato da un profondo fossato traverso cui si accedeva tramite un ponte levatoio". 
Ancora uno stemma è murato al centro della volta dello stesso scalone. 
Dopo il 1678, i Caracciolo, marchesi di Santeramo in provincia di Bari e Cervinara in provincia di Avellino, i quali avevano acquistato il Feudo di Palagianello dalla famiglia De Ribera, continuarono i lavori di completamento che, peraltro, non furono del tutto portati a termine poiché la torre posta a Nord-Ovest è ancora incompiuta.
I documenti attestano che al Castello si accedeva mediante un ponte "alzatoio" il quale scavalcava il fossato, ancora oggi esistente, lungo il lato Ovest del maniero. 
In seguito, e precisamente nel 1874, su progetto dell'architetto Gabriele Califano, l'originario ingresso fu trasformato per ricavarne una Cappella cui attualmente si accede mediante un ponte in muratura a due archi e pavimentato in basolato calcareo, in sostituzione del vecchio ponte levatoio.
La Chiesetta, nella quale si conserva una statua di pregevole fattura, di mano ignota, di Cristo Morto, ha struttura rettangolare e si sviluppa ad una sola navata di 8 metri di lunghezza per 4,5 metri di larghezza.
L'unico altare, in marmo policromo, è posto nell'abside semicircolare ricavata invadendo il cortile interno del Castello
All'interno, sulla porta d'ingresso, all'altezza dell'ammezzato è stata ricavata una tribuna alla quale si accede mediante una scala che scende dal primo piano.
La tribuna, probabilmente, dava la possibilità alla servitù, visto che la scala sfocia nella cucina, di assistere ai riti religiosi.
È antica tradizione che, da questa Chiesetta, il venerdì Santo abbia inizio la processione dei Misteri. 
Dopo la modifica, nella facciata Sud del Castello fu ricavato l'ingresso sul quale è murato lo stemma dei Caracciolo, meglio Rocco Stella-Caracciolo.
Il Castello, che dal 1979 fa parte del patrimonio del Comune di Palagianello per averlo acquistato, è stato abitato dal Conte Antonio Rocco Stella nato Caracciolo di Santeramo fino al 1950, anno della sua morte.
Il Fortilizio, attualmente è interessato da lavori di consolidamento e ristrutturazione, tuttavia, se si fa un paragone tra la descrizione del Castello fatta nel 1676 e le attuali condizioni del maniero, bisogna dire che esso conserva le linee severe di una residenza di campagna a nello stesso tempo di un fortilizio che nulla concede a leziosaggini o barocchismi di sorta. 
Il completamento del fabbricato eseguito tra la fine del seicento e gli inizi del settecento dai Caracciolo nulla innovò rispetto al progetto originario del cinquecento impostato su basi di essenzialità, concretezza e di poderosa solidità.

#### Organizzazione strutturale del Castello
Il complesso difensivo che rappresenta tipologicamente un termine di transizione tra il castello e la residenza fortificata, è costruito in mazzero, ha pianta quadrangolare e cortile centrale di eguale figura.
Si sviluppa su una superficie complessiva di 1640 m².
Il cortile centrale ha lati di metri 13,20 x 14,20.
Ai quattro spigoli è munito di torrioni quadrangolari di dimensioni poco diverse fra loro.
Un toro marcapiano, accompagnato da un sottile ornamento, lo cinge tutto intorno dividendo, al livello del primo piano, la parte bassa appena scarpata dalla superiore a pareti verticali.
Un cornicione continuo ad archetti lo corona alla sommità.
L'ingresso attuale del Castello si trova sul lato Sud dello stesso mentre, originariamente si trovava sul lato Ovest e vi si accedeva tramite un ponte levatoio sopra un fossato, ancora oggi esistente, che costeggia l'intero lato Ovest e parte del lato Nord.
Il ponte levatoio è stato sostituito da un ponte in muratura a due archi.
Il vecchio ingresso è stato chiuso ed ha dato spazio ad una cappella, ancora oggi esistente, progettata nel 1874 dall'architetto Gabriele Califano.
Sull'ingresso principale, che come prima detto è ubicato sul lato Sud, è stato incastonato lo stemma gentilizio dei conti Stella-Caracciolo rappresentato da uno scudo, sormontato da una corona, lavorato a bassorilievo all'interno del quale, è raffigurato un leone rampante che guarda a sinistra ed una stella a otto punte.
Entrando dal suddetto ingresso si arriva nel cortile ove affacciano tutti gli ingressi degli ambienti posti al piano terra.
Sul lato Nord, alle spalle del Castello vi è un locale (certamente di epoca successiva alla costruzione del castello) munita di scala esterna in muratura che porta al primo piano; si tratta di una scala secondaria poiché per salire al primo piano vi è quella principale molto ampia cui si accede direttamente dal cortile ed è situata immediatamente a sinistra dell'ingresso stesso. I muri perimetrali, di spessore rilevante (metri 2,20) sono a sacco con paramenti in conci di tufo di notevoli dimensioni (cm. 50 X 100) e nucleo centrale in scapoli di tufo e pietrame calcareo informe con malta di calce e terra rossa.
Le coperture di tutti gli ambienti del piano terra sono realizzate con volte a botte. 
Le aperture nei muri, siano esse finestre o porte, sono realizzate con piattabande in conci di tufo calcareo.
Il pavimento del cortile è in basolato calcareo.
Negli ambienti abitati il pavimento è in ceramica mentre negli altri ambienti è realizzato con mattoni in terracotta.
Le pareti esterne presentano le murature di conci di calcarenite (tufo) a faccia vista, mentre quelle interne sono prive di intonaco e imbiancate a latte di calce.
A destra dell'ingresso, con accesso diretto dal cortile, si trova un locale di grandi dimensioni (m 8,10 X 14,20) destinato a ricovero dei cavalli; infatti, nel suo interno, sono ancora esistenti tre mangiatoie.

##### Primo piano
Salendo l'ampia scala principale si trova, in corrispondenza dell'ingresso del piano superiore, un vastissimo salone di rappresentanza (m 8 X 14).
Il salone, la cui struttura orizzontale di copertura è una volta a schifo, è ornato da una serie di lunette che lo coronano tutto intorno. È illuminato da ben cinque finestre, delle quali due si affacciano nel cortile, due sul lato Sud ed una sul lato Est. Da esso si può entrare sia negli ambienti situati sul lato Est sia nel torrione posto a Sud-Est, sia nell'unica scala che porta sul piano di copertura e, infine, nella scala che porta in un locale situato al secondo piano del torrione Sud-Est. 
La maggior parte degli ambienti del primo piano presentano una copertura fatta con volte a schifo.
Sul lato ovest vi sono quattro ambienti che presentano delle volte a vela, mentre i locali posti nei torrioni presentano delle volte a botte. In uno di questi locali vi è una piccola scala che scende nella cappella sottostante.
Due locali del primo piano sono stati realizzati, in epoca sicuramente successiva a quella di costruzione del castello, due soppalchi cui si accede tramite due scale in muratura molto strette. 
I muri sono a sacco con paramenti esterni in conci di calcarenite (tufo), e nucleo centrale in scapoli di tufo e pietrame calcareo informe legati con malta di calce e terra rossa.
Al di sopra del toro marcapiano che segna l'elemento di separazione del piano terra dagli altri piani, si nota che i filari di conci di calcarenite (tufo), presentano due diversi spessori e precisamente vi sono 6 filari di conci dello spessore di 50 cm. A ridosso del toro (tale spessore è uguale a quello dei filari sottostanti) mentre i rimanenti filari sono dello spessore di 30 cm.
Tutto questo fa supporre che il castello fu edificato in epoche diverse, anche se si è notato che i quattro petti che affacciano sul cortile presentano filari di conci di spessore costante di 30 cm.
Le aperture dei muri, siano esse finestre o porte sono realizzate con piattabande in conci di tufo o pietra da taglio.
I pavimenti dei locali sono per lo più in cemento pressato. Le pareti esterne presentano la muratura di conci di calcarenite (tufo) a faccia vista. Le pareti interne sono intonacate ed imbianchite a latte di calce. Tutte le finestre sono provviste di una grata in ferro. La quota di calpestio dei locali situati al primo piano è di metri 4,80.

##### Secondo piano
Il secondo piano si sviluppa solo sul lato Ovest del castello che affaccia sulla gravina. Vi si accede tramite una piccola e pericolosa scala in muratura posta all'ingresso del primo piano.
Prima di raggiungere il secondo piano si arriva in una stanza posta a livello intermedio (quota di calpestio metri 7,60) la quale presenta una finestra che affaccia sul lato Sud del castello.
Un lungo e stretto corridoio permette l'ingresso nelle quattro stanze del secondo piano divise fra loro da tramezzature di 30 cm. Le tre finestre del corridoio, le cui piattabande sono realizzate in conci di calcarenite (tufo), affacciano sul cortile interno, mentre le finestre delle stanze si trovano sul lato Ovest.
Le chiusure orizzontali di copertura sono caratterizzate da volte a botte, mentre il pavimento è in mattoni di cemento pressato.
Il secondo piano rappresenta un corpo aggiunto costruito in epoca sicuramente successiva alla costruzione del Castello.

## Società

### Evoluzione demografica
Abitanti censiti

## Cultura

### Istruzione
Sono presenti tre scuole materne, due scuole elementari, una scuola media e l'istituto professionale per i servizi commerciali e turistici.

### Eventi
- Festa della Madonna delle Grazie (Pasquetta)
- Festa di sant'Antonio da Padova a Montedoro (13 giugno)
- Festival internazionale del Folklore (fine luglio-inizio agosto)
- Pellegrinaggio a Capurso per la festa della Madonna del Pozzo (Ultima domenica d'agosto)
- Fiera di san Martino (seconda domenica di novembre)
- Festa della Madonna del Rosario (ottobre)
- Estate Palagianellese (periodo estivo)
- Mercatino di Natale (dicembre)

### Musei
- Museo del Territorio
- Museo Parco di Stalla

## Economia

### Agricoltura
L'economia palagianellese è basata sull'agricoltura, con proprietari terrieri e manodopera di braccianti agricoli. Le principali produzioni sono quella di agrumi (importanti ed apprezzate le clementine del Golfo di Taranto e le arance) e l'olivicoltura. Le varietà di olivo coltivate maggiormente nel territorio comunale sono il leccino, la coratina, la ogliarola e la frantoio, dalle quali si produce olio Terre Tarentine.

## Infrastrutture e trasporti

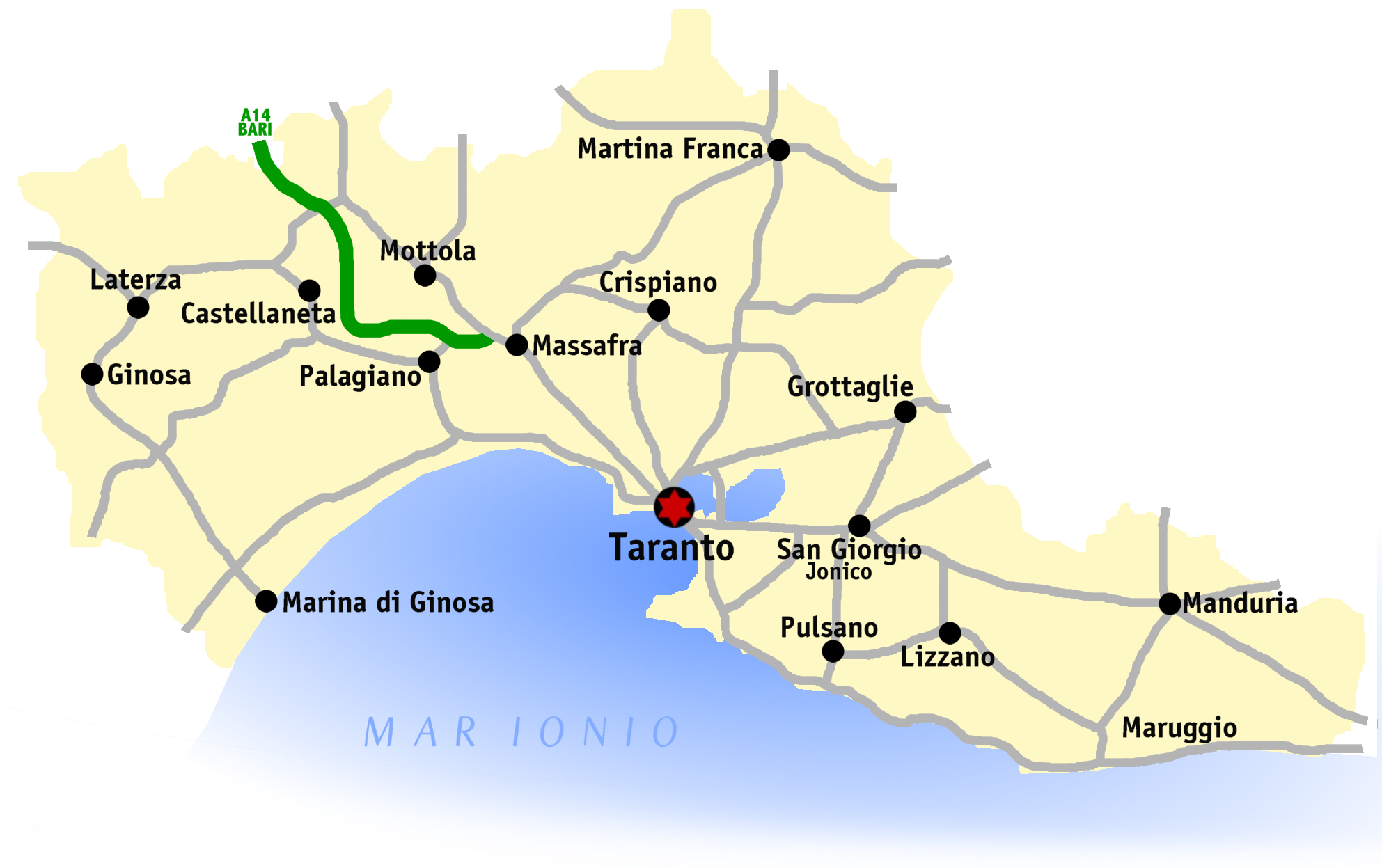
Collegamenti con la Provincia di Taranto

### Strade
I collegamenti stradali principali sono verso:
- Autostrada A14 Bologna-Taranto (uscita di Palagianello) da e per l'Italia settentrionale
- S.S. 7 Appia che collega il paese a Matera Taranto e Brindisi
- S.S. 100 da e per Bari
- S.S. 106 (Taranto-Reggio Calabria) (uscita Palagiano)

### Ferrovie
La stazione locale assicura collegamenti ferroviari con Taranto e Bari.

## Amministrazione
Di seguito è presentata una tabella relativa alle amministrazioni che si sono succedute in questo comune.
| Periodo          | Periodo          | Primo cittadino           | Partito                            | Carica                    | Note   |
| ---------------- | ---------------- | ------------------------- | ---------------------------------- | ------------------------- | ------ |
| 15 giugno 1985   | 10 luglio 1990   | Vittorio Coriglione       | Democrazia Cristiana               | Sindaco                   | [ 10 ] |
| 10 luglio 1990   | 24 aprile 1995   | Vittorio Coriglione       | Democrazia Cristiana               | Sindaco                   | [ 10 ] |
| 10 maggio 1995   | 14 giugno 1999   | Paolo Rubino              | Partito Democratico della Sinistra | Sindaco                   | [ 10 ] |
| 3 luglio 1999    | 14 giugno 2004   | Paolo Rubino              | Partito Democratico della Sinistra | Sindaco                   | [ 10 ] |
| 15 giugno 2004   | 18 febbraio 2008 | Francesco Rosario Petrera | Partito Democratico                | Sindaco                   | [ 10 ] |
| 18 febbraio 2008 | 15 aprile 2008   | Fabio Colapinto           |                                    | Commissario straordinario | [ 10 ] |
| 15 aprile 2008   | 28 maggio 2013   | Michele Labalestra        | Forza Italia                       | Sindaco                   | [ 10 ] |
| 28 maggio 2013   | 13 aprile 2018   | Michele Labalestra        | Forza Italia                       | Sindaco                   | [ 10 ] |
| 14 aprile 2018   | 10 giugno 2018   | Maria Luisa Ruocco        |                                    | Commissario straordinario | [ 10 ] |
| 10 giugno 2018   | 15 maggio 2023   | Maria Rosaria Borracci    | Lista Civica PDL                   | Sindaco                   | [ 10 ] |
| 15 maggio 2023   | in carica        | Giuseppe Gasparre         | lista civica                       | Sindaco                   | [ 10 ] |

## Sport
Il calcio a Palagianello nasce nel 1981 e nel corso degli anni raggiunge l'apice della sua storia nei primi anni 2000 nei quali ha ottenuto risultati di rilievo nell'ambito del calcio dilettantistico regionale: riesce, difatti, a conquistare diversi trofei tra i quali la Coppa Italia regionale, la Coppa Puglia, la Supercoppa Puglia, e la Coppa Disciplina. Nel 2004/2005 partecipa al campionato di eccellenza. Attualmente, a rappresentare il calcio cittadino, vi è l'ASD Gioventù Palagianello che milita nel campionato di prima categoria.